# Peter-Michael Kolbe

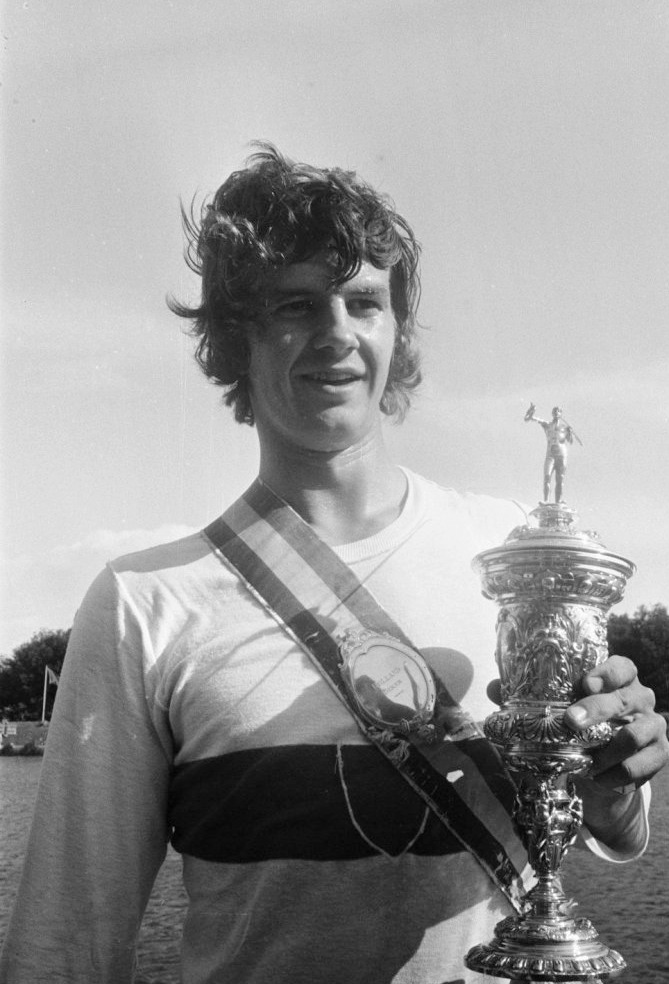
Peter-Michael Kolbe, 1975

Peter-Michael Kolbe (* 2. August 1953 in Holzminden; † 8. Dezember 2023 in Lübeck) war ein deutscher Ruderer. Im Einer wurde er fünfmal Weltmeister und gewann dreimal die Silbermedaille bei Olympischen Spielen.

## Sportliche Laufbahn
Kolbe, Mitglied des Hammerdeicher Rudervereins von 1893 in Hamburg, später des Alster-RV Hanseat Hamburg sowie des 1986 gegründeten RC Hamburg, galt als einer der weltbesten Einer-Ruderer. 1973 war er bereits mit 19 Jahren Europameister. Kolbe gewann insgesamt fünf Weltmeistertitel: 1975, 1978, 1981, 1983 und 1986. Ein Sieg bei den Olympischen Spielen blieb ihm bei seinen drei Teilnahmen jedoch versagt: 1976 in Montreal und 1984 in Los Angeles verlor er jeweils das Finale gegen den Finnen Pertti Karppinen (in letzterem durfte er auf Entscheid der FISA den auf ihn zugeschnittenen Rollausleger-Einer, mit dem er 1981 und 1983 Weltmeister geworden war, nicht einsetzen), 1988 in Seoul gegen den DDR-Ruderer Thomas Lange. 1980 wurde er durch den Boykott der Spiele von Moskau daran gehindert, in den Kampf um eine Goldmedaille einzugreifen. Den entgangenen Olympiasieg bezeichnete Kolbe selbst als Makel, betonte aber auch: „Ich war fünfmal Welt- und einmal Europameister, das ist schließlich auch etwas.“
Kolbe nahm auch in anderen Bootsklassen an Wettkämpfen teil: 1974 wurde er im Vierer mit Steuermann Weltmeisterschaftsdritter sowie 1978 im Achter und 1979 im Vierer ohne Steuermann jeweils deutscher Meister.
Im Frühjahr 1989 beendete Kolbe seine Laufbahn.
Im Hamburger Abendblatt wurde Kolbes Wesen anlässlich seines Laufbahnendes mit folgenden Worten eingeschätzt: „Wegen seines ausgeprägten Individualismus und seines Hangs zu zeitweilig störrischer Eigenbrötlerei galt und gilt er als ‚schwieriger Typ‘. Denkweise und Handeln der Funktionäre waren ihm fremd, die Folge: Kolbe, in jungen Jahren ein Hitzkopf, eckte bei den Herren mit seinen Vorstellungen immer wieder an. Mit den Jahren ist Peter-Michael Kolbe freilich gelassener geworden.“ Nach seiner aktiven Zeit war Kolbe zunächst Teamchef im Deutschen Ruderverband, dann von 1990 bis 1994 Sportdirektor.
Nach ihm wurde die sogenannte „Kolbe-Spritze“ benannt, eine nicht verbotene Manipulation am Athleten. Anlass war eine „Vitaminspritze“, die Kolbe vor dem Endlauf der Olympischen Spiele 1976 in Montreal erhielt. Er ließ sich eigener Aussage nach überreden, die Spritze gesetzt zu bekommen, da er Erkältungsanzeichen spürte. Da er das Rennen als amtierender Weltmeister und somit hoher Favorit trotz einer souveränen Führung bis kurz vor dem Ziel letztlich doch gegen den damals noch wenig bekannten Pertti Karppinen verlor, suchte man nach Ursachen für diesen Einbruch bei der verabreichten Spritze. Kolbe berichtete, sich bei der 1500-Meter-Marke leer gefühlt zu haben, er gab Schwierigkeiten mit der Bewegungsfähigkeit sowie der Sehkraft, Schmerzen im Nasen- und Rachenraum an. Aus Teilen der Sportmedizin wurde Kolbe vorgeworfen, die Spritze als Ausrede für seine Niederlage hervorgebracht zu haben. Die Gabe der Injektion löste in der Bundesrepublik sowohl in sportmedizinischen Kreisen als auch in der Öffentlichkeit eine Debatte über Leistungssteigerung im Spitzensport und über Doping aus. Der damalige Arzt der bundesdeutschen Olympiamannschaft, Josef Nöcker, sagte, die in der Spritze enthaltenen Mittel seien in jeder Apotheke zu haben gewesen und auch anderen Sportlern verabreicht worden. Vom Weltruderverband wurde bestätigt, dass es sich nicht um verbotene Dopingmittel gehandelt habe. Kolbe äußerte 2013, ihn störe, dass diese Spritze mit seinem Namen verbunden sei. Doping sei das, was auf der Dopingliste stehe, das Mittel sei damals nicht verboten gewesen.

## Privatleben
Kolbe wuchs in Hamburg-Hammerbrook auf. Er erlernte den Beruf des Fernmeldemonteurs. Ende November 1978 zog er nach Oslo zu seiner späteren Ehefrau Aina Moberg, einer norwegischen Sportjournalistin und ehemaligen Eisschnellläuferin. Er wollte eine Ausbildung zum Speditionskaufmann beginnen und erwog, sportlich kürzerzutreten. Da er in Norwegen jedoch keine Arbeitserlaubnis erhalten hatte, kehrte er 1979 nach Hamburg zurück und begann dort beim Unternehmen Alstermilch eG eine Lehre zum Industriekaufmann. Ab 1982 lebte Kolbe mit seiner Frau und dem 1980 geborenen gemeinsamen Sohn erneut in Oslo. In Norwegen arbeitete er zeitweilig als Vertreter eines Betriebes aus Schweinfurt, der Kugellager vertrieb, später für ein Unternehmen aus der Klimabranche und bewirtschaftete ein Waldgebiet. Nachdem die langjährige Ehe mit Aina Moberg zerbrochen war, kehrte Kolbe 2005 nach Hamburg zurück und 2007 trat er bei einem Unternehmen im Hamburger Hafen eine Stelle als Einkaufsleiter an. In Lübeck heiratete er 2011 seine ehemalige Ruderkollegin der deutschen Nationalmannschaft, Karin Kaschke (* 1957); dort war er auch im Ruder-Klub aktiv.
Peter-Michael Kolbe starb im Dezember 2023 im Alter von 70 Jahren in einem Pflegeheim in Lübeck. Zuletzt litt er an Demenz und war nach einem Fahrradunfall 2022 auf Hilfe angewiesen.

## Ehrungen und Auszeichnungen
- 1975 Sportler des Jahres
- 1981 Silbernes Lorbeerblatt[17]
- 1989 Verfassungsportugaleser in Gold, verliehen vom Hamburger Senat[18]
- 1989 Goldenes Band der Sportpresse[19]
- 2016 Aufnahme in die Hall of Fame des deutschen Sports, als fünfter Ruderer[20]